# Agia Fotiá (Creta)
Agia Fotiá (en grec, Αγία Φωτιά) és un poble de Grècia situat a l'illa de Creta. Pertany a la unitat perifèrica de Lassithi, i al municipi i comunitat local de Sitia. L'any 2011 incloïa una població de 267 habitants.

## Jaciment arqueològic

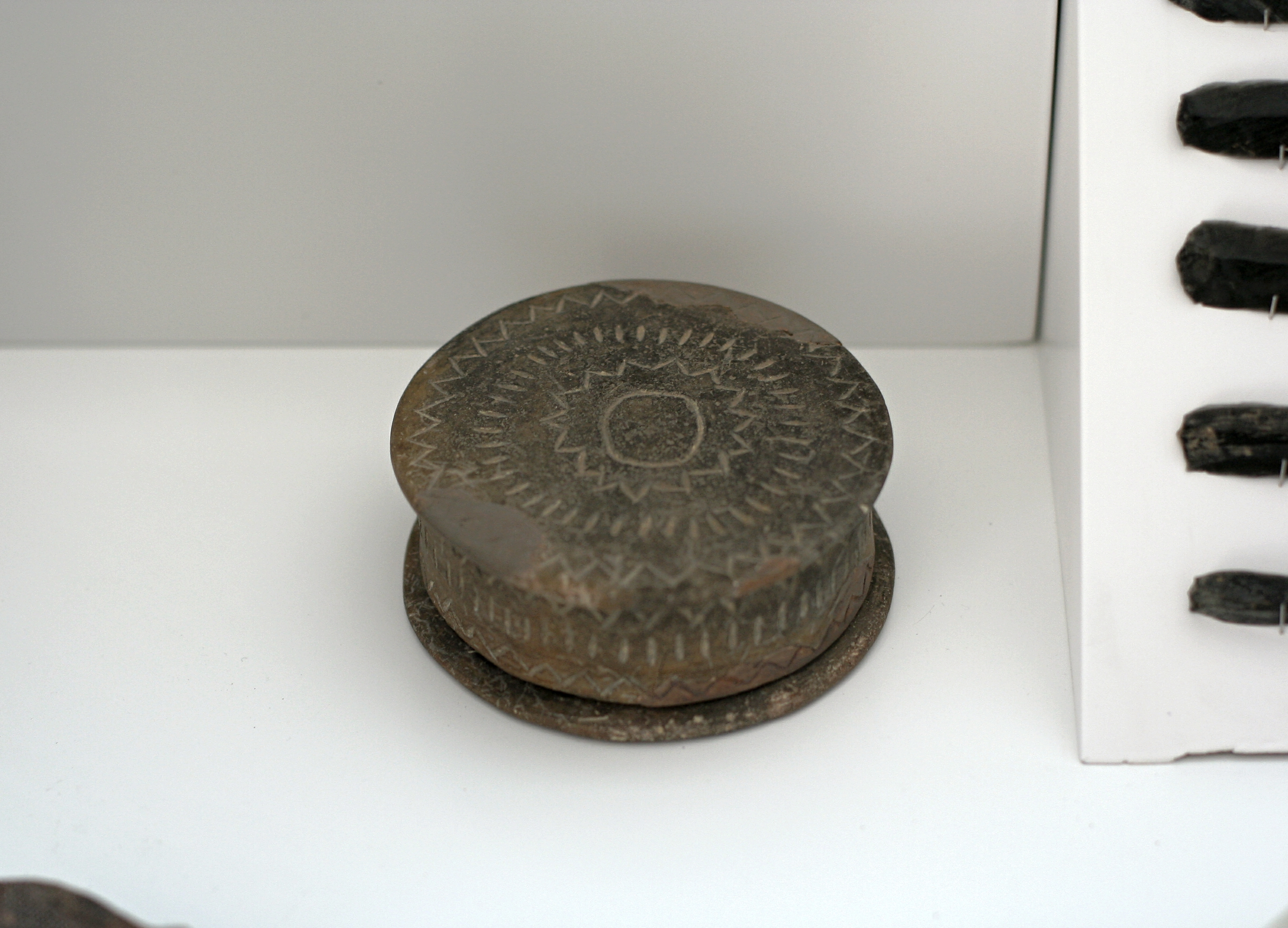
Recipient amb decoració ciclàdica trobat a la necròpoli d'Agia Fotiá, Museu Arqueològic d'Agios Nikolaos

Prop d'aquest poble hi ha un jaciment arqueològic on es trobà un edifici minoic de 500 m2, un pati central i 37 habitacions, envoltat d'un mur de fortificació. Les habitacions estaven organitzades de manera que n'hi havia una sèrie que estaven comunicades amb el pati central però no es comunicaven entre si. L'edifici tenia una situació estratègica, a la vora de la mar, i a l'única àrea de terra plana existent entre Sitia i Palékastro. Les excavacions permeten deduir que dues activitats que s'hi realitzaven eren el processament de cereals i la fabricació de fulles d'obsidiana, però s'ha suggerit que la funció de l'edifici podria ser un lloc de guaita, igual que el d'un altre edifici trobat al jaciment arqueològic de Jamezi. A més de moltes fulles d'obsidiana, s'han trobat dins nombroses eines de pedra, a més d'alguns recipients. Es creu que es construí en el període minoic mitjà IA i que fou abandonat en el mateix període.
D'altra banda, s'hi han trobat unes estructures circulars que semblen haver estat construïdes en el minoic mitjà II. Se'n desconeix l'ús, ja que no hi ha elements que permeten identificar-les com a tombes.
A uns 150 m de distància de l'edifici s'ha excavat un gran cementeri amb 252 tombes que s'usaren entre els períodes minoic antic I i minoic antic II. Es tracta del major cementeri minoic trobat, i en les tombes —algunes de pou i unes altres de cambra— s'han trobat uns 1.800 recipients de ceràmica —una part d'ells de procedència ciclàdica— i uns pocs de pedra, a més de fulles d'obsidiana, alguns objectes de bronze —ganivets, una espasa, una punta de llança, hams, aixades, braçalets— i dos penjolls amb forma d'animal.
Les excavacions se'n realitzaren entre 1984 i 1985, tot i que el lloc era ja conegut el 1959 per Nikolaos Platon.